# Thongarees Falscher Vampir
Thongarees Falscher Vampir (Eudiscoderma thongareeae) ist eine Fledermausart aus der Familie der Großblattnasen. Sie wurde erst im Jahr 2015 beschrieben. Die drei Typusexemplare, die einzigen bisher bekannten Exemplare der Art, wurden in einem Wald in der Provinz Narathiwat im äußersten Süden von Thailand gefangen. Das Art-Epitheton thongareeae wurde zu Ehren von Siriporn Thongaree vergeben, die sich um die Erforschung und den Schutz der wildlebenden Tiere von Südthailand verdient gemacht hat. Der Gattungsname Eudiscoderma weist auf das diskusförmige Nasenblatt der Art hin.

## Merkmale
Thongarees Falscher Vampir ist eine relativ große Fledermaus mit einem abgerundeten oberen Nasenblatt. Art und Gattung werden vor allem anhand von Merkmalen der Bezahnung diagnostiziert, von denen die Art einige mit afrikanischen Großblattnasen, andere mit asiatischen Großblattnasen teilt. Der Schädel weist eine deutliche Vertiefung an der Kopfvorderseite auf. Der Unterkiefer und der aufsteigende Unterkieferast sind groß und kräftig. Die Eckzähne sind stark vergrößert. Der erste obere Prämolar fehlt, der erste untere Prämolar ist vergrößert und genau so groß oder größer als der zweite Prämolar. Thongarees Falscher Vampir wurde beim Fangen und Verspeisen von großen Käfern beobachtet. Der kräftig gebaute Schädel mit einem gut entwickelten Scheitelkamm, der Ansatzpunkte für kräftige Kiefermuskeln bietet, und die robusten Zähne können ein Hinweis darauf sein, dass Thongarees Falscher Vampir ein Nahrungsspezialist ist, der sich vor allem von dieser harten, mit Chitin gepanzerten Beute ernährt. Der Penisknochen hat einen kräftigen Schaft und zwei kurze Zinken.
Da es nicht möglich ist, die Art, deren Merkmale sich sowohl bei asiatischen als auch exklusiv bei afrikanischen Fledermausarten wiederfinden, einer bestehenden Gattung der Großblattnasen zuzuordnen, wurde die neue Gattung Eudiscoderma eingeführt. Vergleiche der mitochondrialen DNA zwischen Eudiscoderma und den Gattungen Megaderma und Cardioderma zeigen einen Unterschied von etwa 20 %.

## Gefährdung
Thongarees Falscher Vampir ist bisher nur aus einem einzigen, kleinen Wald bekannt und möglicherweise extrem selten. Da die Abholzungsrate auf der Thailändisch/Malaiischen Halbinsel groß ist, könnte die Art stark gefährdet sein.